# Лоустофтское сражение
Лоустофтское сражение (англ. Battle of Lowestoft) — морское сражение, произошедшее 1 (11) июня — 3 (13) июня 1665 года в Северном море, около Лоустофта, между флотами Англии и Голландской республики. В результате сражения голландцы, понеся значительные потери, потерпели серьёзное поражение.

## Ход сражения
Соединившись с Эвертсеном, Обдам согласно полученному приказанию пошел при восточном ветре к английскому побережью, захватив по пути множество немецких торговых судов, нагруженных материалами для английского флота, и 2 июня обнаружил стоявший на якоре английский флот. Получив донесение о выходе голландского флота, герцог Йоркский уже 1 мая снялся с якоря и тоже вышел в море, хотя вооружение его судов не было окончательно закончено. Он блокировал в течение 2 недель голландские порты, чтобы помешать соединению боевых эскадр и перехватывать коммерческие суда; особенно важно было англичанам поймать конвой де Рюйтера. Однако недостаток провианта, а также сильный шторм заставили герцога Йоркского вернуться. Вскоре и он получил категорическое приказание выйти в море и немедленно ушел в Солбей, чтобы не быть застигнутым в узком фарватере. Там, задержанный восточными ветрами и непогодой, он 1 июня стал на якорь в 5 милях от берега.
Англичане были под ветром — Обдам, следовательно, был в выгодном для нападения положении, но он им не воспользовался и лег далеко от противника в бейдевинд. Герцог немедленно снялся с якоря, пошел Обдаму навстречу, но лишь на следующий день приблизился настолько, что всю ночь оба флота были в виду друг у друга. Обдам так и не воспользовался благоприятным случаем для нападения.
Ночью ветер перешел к юго-западу, англичане оказались на ветре и немедленно начали бой. Донесения о бое расходятся и не точны.
Оба флота находились на высоте устья Мааса, посередине между неприятельскими берегами, недалеко от мелей Габарда. Ветер юго-восточный свежий, небо безоблачно.
Английский флот шел на юго-юго-восток в кильватерной колонне; длина линии определяется в ряде источников в 15 миль, что вряд ли возможно, если бы все 109 судов шли в строю; оно правдоподобно, если в боевой линии участвовали бы только 85 настоящих военных кораблей с более чем 30 орудиями. Но и тогда при расстоянии только одного кабельтова между судами (то есть между их грот-мачтами) длина линии достигла бы 11—12 миль. Голландский флот шёл под ветром навстречу. Обдам внезапно на рассвете, около 2,5 часов ночи поднял сигнал вступить в бой. По правилам того времени он должен был бы сперва собрать военный совет, и это ему потом ставили в вину. Но неясно, успевал ли он так поступить, имея на ветре неприятеля, ищущего боя.
Положение голландцев было для внезапного нападения невыгодным, так как вследствие перехода слабого до того времени ветра на юго-юго-восток и юго-запад, их строй пришел в беспорядок, чему немало способствовала неопытность коммерческих капитанов. Но начальники эскадр не находились во главе своих частей. Передача приказаний и восстановление строя осложнялись большим числом эскадр. При таких обстоятельствах Обдаму следовало несколько спуститься, чтобы выиграть время и исправить свой строй, но после сделанного ему упрека, а также вследствие перемены ветра, поставившего голландцев в невыгодное положение, он отчаялся и с рассветом приказал начать бой.
Беспорядок, в котором находился голландский флот, не мог быть сразу исправлен; после, в бою, это ещё труднее было сделать: некоторые суда оставались под ветром, не будучи в состоянии принять участие в сражении, другие находились в таком положении, что маскировали огонь находившихся под ветром судов. Тяжесть боя несли на себе голландские флагманские корабли (их было 21) и небольшое число кораблей с испытанными в боях командирами. На некоторых судах даже не были вынуты дульные пробки из орудий.
Ход боя представляется следующим: голландцы под ветром на курсе запад-северо-запад, англичане на ветре идут на юго-юго-восток, оба флота на сходящихся курсах. В 3 часа начался бой. Голландцы несколько спускаются, так что флоты ведут контр-галсовый бой на большой дистанции, причём многочисленные мелкие голландские орудия не достигают своими выстрелами противника, тогда как более тяжёлые и дальнобойные английские пушки наносят противнику чувствительный вред. Лишь два особенно плохих английских корабля настолько ушли под ветер, что попали в линию голландцев и были ими взяты. Кортенар убит, его флагманский корабль, не спуская адмиральского флага, спустился под ветер.
В 6 часов оба флота поворачивают последовательно, и наступает перерыв боя. Затем они снова идут друг на друга и сходятся другими бортами. Обдам снова старается занять наветренное положение, но англичане идут так круто к ветру, что манёвр не удается. Вторичное прохождение контр-галсами не дает ничего нового. Как только голландцы прошли, герцог Йоркский поднимает сигнал «повернуть все вдруг», чтобы лечь на параллельный неприятелю курс и сделать бой решительным. Это перестроение несколько расстроило английскую линию, что однако не имело дурных последствий, аварий не было; но цель достигнута — оба флота на параллельных курсах, англичане на ветре.
Герцог Йоркский прибавил парусов; его «Ройял Чарльз» быстроходное судно, тогда как корабль лорда Монтегю — тихоход, вследствие чего герцог со своей эскадрой оказывается впереди флота. В 10 часов флоты сближаются, начинается бой на близких расстояниях. Английский флот обступает со всех сторон голландцев, начинаются одиночные бои по всей линии. Преимущества англичан благодаря большому водоизмещению их судов и лучшей артиллерии несомненны, особенно выделяются в этом отношении трёхдечные корабли. К невыгоде голландцев надо отнести беспорядок их строя. Всё большее число судов следуют примеру корабля Кортенара, может быть, следуют за его флагом, уходя под ветер из обстрела неприятельской артиллерии.
Обдам ещё больше спутал свою линию тем, что, следуя примеру герцога Йоркского, вышел вперёд, чтобы стать головным. Англичане спускаются для уменьшения боевой дистанции, голландцы делают то же, так что оба флота идут рядом в бакштаг под малыми парусами. Произошло небольшое замешательство, когда английский главнокомандующий увидел, что идущий впереди флагманский корабль Лоусона сначала спустился под ветер, а потом снова поднялся. Густой пороховой дым мешал определить причину; чтобы в любом случае сохранить наветренное положение, герцог Йоркский приводит к ветру, вместе с ним приводит его эскадра и несколько удаляется от неприятеля. Когда пришло известие, что Лоусон тяжело ранен, англичане снова повернули на противника.
Своим выходом вперед Обдам образовывает прореху в центре, в которую входит лорд Монтегю, благодаря чему голландская линия делится на 2 части; это, собственно, не было прорывом линии противника и осталось без решительных последствий. Против корабля Монтегю направляется большой корабль Ост-Индской компании, берет его на абордаж — но в то же время на последнего нападают несколько английских судов и голландский корабль взлетает на воздух.
Когда «Эндрахт» в 2 ч. подходит на траверз «Ройял Чарльз», герцог Йоркский приказывает держать на него, начинается крайне ожесточенный бой между обоими главными флагманскими кораблями, в котором принимают участие ещё несколько английских судов. В 3 ч. начавшийся на голландском корабле пожар достиг порохового погреба и он вместе с главнокомандующим взлетел на воздух.
Это произвело панику у части голландцев. Корабль Кортенара спускается на фордевинд, за ним следует всё большее количество судов. Оставшемуся в живых адмиралу (третий тоже был убит) остается лишь прикрывать отступление, что ему с уцелевшими судами и удалось. В общей сутолоке две группы голландских судов по 3 корабля сталкиваются; их уничтожают брандеры. 9 кораблей взяты англичанами.
При энергичном преследовании весь голландский флот должен был быть уничтожен, так как после смерти Обдама и следующего по старшинству Кортенара (его флаг все время оставался не спущенным) остальные флагманы не знали, кто остался в живых и кому следует вступать в командование. Бегущий флот разделился: Эвертсен с авангардом идёт к устью р. Маас, к ближайшему месту стоянки и условленному месту встречи (в 50 милях) за ним следуют 16—17 судов; Тромп Младший, считая Эвертсена убитым, направляется в Тексель (в 90 милях), за ним 60 судов; он храбро отбивает преследование англичан.
К счастью голландцев, англичане убавили паруса; благодаря этому оба адмирала могли безопасно доставить остатки флота в собственные порты. Эвертсен, 65-летний выдающийся, храбрый и заслуженный адмирал, подвергся в Брилле нападению черни, которая его избила, проволокла по улицам и бросила в воду.

## Потери сторон
Голландцы потеряли 17 лучших кораблей, 3-х адмиралов и 4000 человек, англичане — 2 корабля, 2-х адмиралов и 2000 человек. Английские же источники говорят о 14 потопленных и 18 захваченных судах с 2000 пленными. Во всяком случае, потери голландцев в личном составе и в количестве судов были неизмеримо тяжелее.
Победу одержали англичане — но конечным её результатом могло и должно было бы быть полное уничтожение неприятеля. Сыграла будто бы боязнь придворных за жизнь августейшего главнокомандующего.